# Orange megye (Vermont)
Orange megye az Amerikai Egyesült Államokban, azon belül Vermont államban található. Megyeszékhelye Chelsea, legnagyobb városa Randolph. Lakosainak száma 29 277 fő (2020. április 1.). Orange megye Caledonia, Grafton, Windsor, Addison és Washington megyékkel határos.

## Népesség
A megye népességének változása:
| Lakosok száma | 28 944 | 29 036 | 28 972 | 28 915 | 28 899 | 29 277 |
|               | 2010   | 2011   | 2012   | 2013   | 2015   | 2020   |